# Mikhaïl Gasparov
Pour les articles homonymes, voir Gasparov.
Mikhaïl Leonovitch Gasparov, né le 13 avril 1935 à Moscou (URSS) et mort le 7 novembre 2005 à Moscou (fédération de Russie), est un philologue classique, historien de la littérature antique et de la poésie russe, traducteur, essayiste, poète et théoricien de la littérature qui fut membre de l'académie des sciences de Russie. Mikhaïl Gasparov est l'auteur de travaux fondamentaux sur la poésie russe et européenne.

## Biographie
Mikhaïl Gasparov naît à Moscou. Sa mère, née Elena Alexandrovna Nürenberg, d'origine juive, est rédactrice au journal Biezbojnik (Le Sans-Dieu), une revue de la propagande athée sous le régime de Staline. Son père y travaille également, puis devient rédacteur aux éditions de l'académie des sciences d'URSS; mais Gasparov ne connaîtra son père qu'une fois devenu adulte. Sa mère épouse Léon Gasparov qui donne son nom au jeune garçon. Il est ingénieur des mines et natif du Haut-Karabagh, mais le ménage divorce alors que Mikhaïl Gasparov est encore enfant.
Mikhaïl Gasparov termine en 1957 ses études au département classique de la faculté de philologie de l'université de Moscou. Il est docteur en sciences en 1979, membre-correspondant de l'académie des sciences d'URSS en 1990, académicien de l'académie des sciences de Russie en 1992. Il collabore de 1957 à 1990 au département de littérature antique de l'institut de littérature mondiale à Moscou qui dépend de l'académie des sciences et dirige ce département de 1971 à 1981. Il prend part aux travaux de l'école sémiotique de Moscou et de Tartu, ainsi qu'au cercle mathématico-philologique de l'académicien Andreï Kolmogorov.
En fin de carrière, Gasparov est collaborateur scientifique principal à l'institut de langue russe Vinogradov, qui dépend également de l'académie, ainsi qu'à l'institut de recherche des hautes sciences humaines à l'université des sciences humaines. Il est également président de la  Société Mandelstam.
Mikhaïl Gasparov reçoit le prix d'État de la fédération de Russie en 1995, le prix Andreï Biély en 1999.  Il est rédacteur en chef de l'encyclopédie Mandelstam et membre des comité éditoriaux des Monuments littéraires, du Messager de l'histoire antique, de la Bibliothèque de la littérature antique et des revues de référence Recherche littéraire, Arbor Mundi, Elementa (revue américaine), Rossica Romana (revue italienne), et d'autres.
Dans ses dernières années, Gasparov travaille (en plus de ses travaux habituels) à une série de « traductions expérimentales » comme Orlando furioso de l'Arioste, et des poésies françaises et allemandes du XVIIIe siècle au XXe siècle qui rencontrent un certain écho.

## Œuvre

### Études et traductions de littérature antique
- La Fable littéraire antique (Phèdre de Babrius)
- Histoire mondiale de la littérature, tome 1, Moscou, Naouka, 1983. Auteur des chapitres sur la littérature hellénistique, la littérature romaine des IIIe et IIe siècles av.J.-C. et sur la littérature grecque et romaine du Ier siècle av. J.-C., jusqu'au IIIe siècle ap.J.-C.
- La Grèce entreprenante: récits à propos de la culture grecque antique, Moscou, 1995
- Les Récits d'Hérodote sur les guerres gréco-perses et autres, Moscou, 2001
- De la poésie antique. Poètes. Poétique. Rhétorique, Saint-Pétersbourg, 2000
- Traduction de Phèdre de Babrius, fable, Moscou, Naouka, 1962; Moscou, Ladomir, 1995, dans la collection Monuments littéraires
- Traduction des Vies de Suétone, Moscou, Naouka, 1964
- Traduction des Fables  d'Ésope, Moscou, Naouka, 1968: Moscou, Ladomir, 1993, dans la collection Monuments littéraires
- Traduction de l'Art de la poésie d'Horace, Moscou, 1970
- Traduction de l'Art d'aimer d'Ovide, Moscou, 1973
- Traduction des Tusculanæ disputationes, Moscou, 1975
- Traduction d'Ibis d'Ovide, élégies, lettres du Pont, Moscou, 1978
- Traduction de l'Art de la pêche d'Ovide, Moscou, 1978
- Traduction du Traité de l'arrangement des mots de Denys d'Halicarnasse, Moscou, 1978
- Traduction des Vies, doctrines et sentences des philosophes illustres de Diogène Laërce, Moscou, 1979
- Traduction de Bacchylide de Pindare, odes, fragments, Moscou, 1980
- Traduction de la Poétique d'Aristote, Moscou, 1978, 1984
- Traduction de Des poèmes de Philodème, Moscou, 1979
- La Poésie latine tardive, Moscou, 1982 (traduction de divers textes de Claudien)

### Périodes médiévale et moderne
- Histoire de la littérature mondiale, tome 2, Moscou, 1984, articles sur la littérature latine du Ve siècle au VIIIe siècle et sur la littérature latine du haut Moyen Âge
- Les Problèmes de la théorie littéraire au Moyen Âge byzantin et latin, Moscou, Naouka, 1986 (avec S. Averintsev)
- Nombreuses traductions dont l'Orlando furioso de l'Arioste, Moscou, 1993; les poèmes de Georg Heym, Moscou, 2002; d'Albertino Mussato, etc.

### Littérature russe
- La Composition du paysage chez Tiouttchev
- La Poésie russe des années 1890 à 1925, Moscou, 1993
- Études sur l'histoire de la langue de la poésie russe du XXe siècle, Moscou, 1993
- Sur Mandelstam. Lyrique civile de l'année 1937, Moscou, 1996
- La Versification russe au début du XXe siècle en commentaires, Moscou, 2001
- À propos de la poésie russe. Analyses. Interprétations. Charactéristiques, Saint-Pétersbourg, 2001

### Études sur la poésie
- La Versification russe contemporaine. Métrique et rythmique, Moscou, 1974
- Étude de l'histoire de la versification russe. Métrique, rythmique, rythme, strophique, Moscou, 1984
- Étude de l'histoire de la versification européenne, Moscou, 1989 [traduit en anglais en 1996, Oxford, Clarendon Press, par Marina Tarlinskaïa et G.S. Smith]
- Mètre et sens. Sur l'un des mécanismes de la mémoire culturelle, Moscou, 1999
- Index de la terminologie de Gasparov dans le dictionnaire des termes littéraires

## Source
- (ru) Cet article est partiellement ou en totalité issu de l’article de Wikipédia en russe intitulé « Гаспаров, Михаил Леонович » (voir la liste des auteurs).